# میکا آیوازوف
میکا آیوازوف (انگلیسی: Micah Aivazoff؛ زادهٔ ۴ مهٔ ۱۹۶۹ در پاول ریور، بریتیش کلمبیا) بازیکن هاکی روی یخ در پست سنتر چپ ارمنی‌تبار اهل کانادا است که در لیگ ملی هاکی بازی کرده است.

## باشگاهی
از باشگاه‌هایی که در آن بازی کرده‌است می‌توان به ادمونتون اویلرز اشاره کرد.